# Corydalis dasyptera
Corydalis dasyptera là một loài thực vật có hoa trong họ Anh túc. Loài này được Maxim. mô tả khoa học đầu tiên năm 1878.